# Aspleniopsis asplenoides
Aspleniopsis asplenoides là một loài thực vật có mạch trong họ Adiantaceae. Loài này được (Holttum) Pic. Serm. miêu tả khoa học đầu tiên năm 1977.